# Cibitoke (Provinz)
Cibitoke ist die nordwestlichste Provinz von Burundi. Ihre Hauptstadt heißt ebenfalls Cibitoke.
Die Bevölkerungsdichte lag 1990 bei 150 bis 200 Einwohner je km², 2007 hat die Provinz schätzungsweise 523.000 Einwohner.
Cibitoke grenzt an Ruanda und die Demokratische Republik Kongo. Die Landschaft ist im Osten von tropischem Gebirgswald geprägt. Im Norden und Westen findet sich viel Grassavanne, zum Teil mit Waldinseln. Cibitoke ist eine besonders fruchtbare Provinz mit Ziegenhaltung und Anbau von Baumwolle, Kaffee, Bananen und Erdnüssen. An Bodenschätzen gibt es Gold- und Erdölvorkommen, zudem existiert teilweise Tabak verarbeitende Industrie.
Cibitoke ist in die sechs Distrikte Buganda, Bukinanyana, Mabayi, Mugina, Murwi und Rugombo eingeteilt.

## Geschichte
Am 2. April 2023 wurden Fünfzehn Minenarbeiter getötet, als zwei Goldgruben durch das Wasser des naheliegenden, überlaufenden Rugogo-Flusses überschwemmt wurden.